# عقرب‌های شلاقی دم‌کوتاه
عقرب‌های شلاقی دم‌کوتاه (نام علمی: Schizomida) نام یک راسته از رده عنکبوتیان است.